# Leitlinienprogramm Onkologie
Das Leitlinienprogramm Onkologie (OL) ist eine 2008 gegründete gemeinsame Initiative der Arbeitsgemeinschaft der Wissenschaftlichen Medizinischen Fachgesellschaften (AWMF), der Deutschen Krebsgesellschaft und der Deutschen Krebshilfe. Ziele sind die Förderung und Unterstützung der Entwicklung, Aktualisierung und Implementierung wissenschaftlich begründeter und praktikabler Medizinischer Leitlinien in der Onkologie. Im Mittelpunkt stehen die finanzielle Projektförderung und administrative Unterstützung von Leitlinienprojekten.

## Aktivitäten
Im Rahmen des Programms werden unter Federführung medizinischer Fachgesellschaften evidenzbasierte Behandlungsleitlinien entwickelt und fortgeschrieben, die sich an Fachpersonal richten. Zusätzlich entstehen laienverständliche Gesundheitsinformationen (sogenannte Patientenleitlinien), die auf den medizinischen Fachinformationen aufbauen.
Entscheidungen zur Förderung eines bestimmten Leitlinienprojektes werden im Lenkungsausschuss des OL-Programms gefällt. Dieses paritätisch durch die Träger besetzte Gremium besteht aus sechs Mitgliedern.
Ein Koordinationsbüro bei der Deutschen Krebsgesellschaft koordiniert die administrative Unterstützung und Bereitstellung einer unabhängigen Finanzierung der Leitlinienentwicklung, die Förderung von methodischer Qualität und Anwenderfreundlichkeit der Leitlinien, sowie ihre Verbreitung.

### Themen
Bis zum März 2022 wurde Leitlinien zur Vorbeugung und Behandlung bösartiger Tumorerkrankungen für mehr als 30 Themen entwickelt. Hierzu gehören Analkarzinom, Adulte Weichgewebesarkome, Aktinische Keratose und Plattenepithelkarzinom der Haut, Chronische Lymphatische Leukämie (CLL), Endometriumkarzinom, Follikuläres Lymphom, Harnblasenkarzinom, Hautkrebs-Prävention, Hepatozelluläres Karzinom und biliäre Karzinome, Hodentumoren, Hodgkin-Lymphom, Kolorektales Karzinom, Komplementärmedizin, Larynxkarzinom, Lungenkarzinom, Magenkarzinom, Mammakarzinom, Melanom, Multiples Myelom, Mundhöhlenkarzinom, Nierenzellkarzinom, Ovarialkarzinom, Ösophaguskarzinom, Palliativmedizin, Pankreaskarzinom, Peniskarzinom, Prostatakarzinom, Psychoonkologie, Supportive Therapie, Zervixkarzinom, Zervixkarzinom-Prävention.
Für die Mehrzahl der Leitlinien wurden Patientenleitlinien erstellt oder sind in Planung.

### Internetauftritt leitlinienprogramm-onkologie.de
Leitlinien und Patientenleitlinien des OL-Programms, Informationen über Methodik der Leitlinienerstellung und Leitlinienimplementierung sowie über Förderanträge werden über die Webseite des Programms verbreitet. Das Portal ist am Programm „Verlässliches Gesundheitswissen“ des Deutschen Netzwerks Gesundheitskompetenz beteiligt.